# Santa Rosa de Viterbo (Colombia)
Santa Rosa de Viterbo es un municipio colombiano ubicado en el departamento de Boyacá. Forma parte de la provincia de Tundama. Se sitúa sobre la Troncal Central del Norte, a unos 67 kilómetros al norte de la ciudad de Tunja y a 197 kilómetros de la ciudad de Bogotá. Durante el periodo de la República de Nueva Granada, fue  creada la  Provincia de Tundama en 1849, de la que se convirtió en su capital hasta la incorporación en el Estado Soberano de Boyacá en 1858. Con la reforma político-administrativa del presidente  Rafael Reyes Prieto (1904-1909), se convirtió en capital del departamento de Tundama en 1905 y del departamento de Santa Rosa desde 1908 hasta 1910.

## Toponimia
A diferencia de muchos nombres de municipios boyacenses provenientes de la lengua chibcha, Santa Rosa de Viterbo proviene del nombre de la santa católica italiana Rosa de Viterbo, perteneciente a la Tercera orden de San Francisco que vivió entre 1234 y 1252.

## Contexto geográfico
Localizado sobre la cordillera oriental, al noroeste de Tunja y a una distancia de 67 kilómetros de esta, el área de su término municipal es de 107 kilómetros cuadrados y su topografía presenta dos pisos térmicos: frío 52 kilómetros cuadrados y páramo 55 kilómetros cuadrados, con una temperatura de 13 °C.

## Entidades

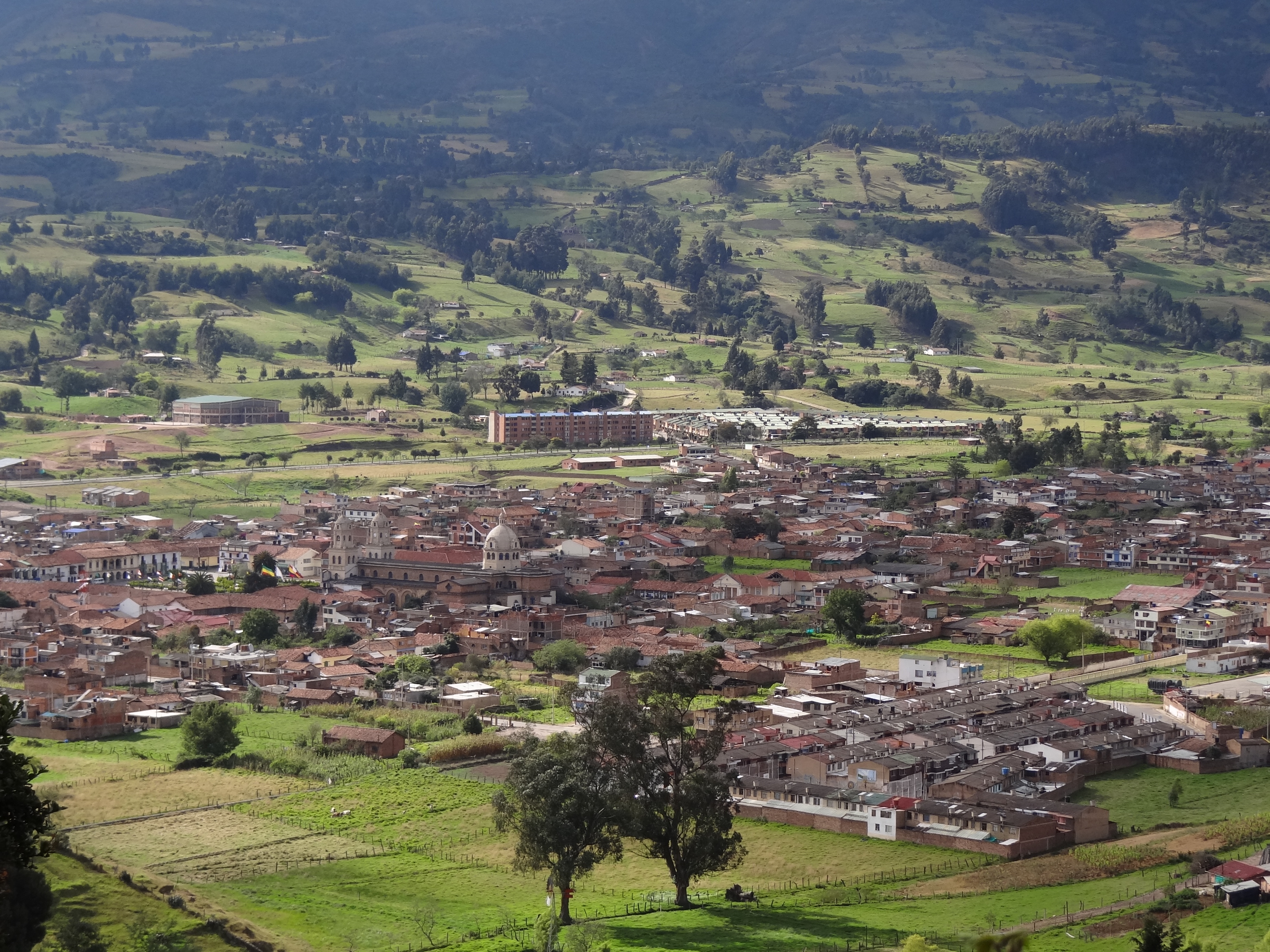
Panorámica de Santa Rosa de Viterbo.

### Alcaldía del circuito
Santa Rosa de Viterbo es ciudad de fundación española. En el año de 1689 Alejandro de Villamil y Casadiego, siendo apoderado de los vecinos que residen en los pueblos de Duitama, Tibasosa y Busbanzá elevó petición al promotor fiscal eclesiástico del Arzobispo de Santafé para que se les nombre cura secular, ofreciendo fundar una parroquia con el título de Santa Rosa de Viterbo, entre los pueblos de Duitama y Cerinza; para cuyo efecto refiere haber comprado tierras y poblarse en ellas dando al cura, primicias y obvenciones, además el estipendio suficiente para sufragar los gastos de la parroquia.
La Alcaldía en Santa Rosa de Viterbo, inició funciones en el año de 1690; siendo su primer alcalde José de los Reyes. El Virrey José de Solís Folch de Cardona dictó en Santafé, el cuatro de abril de 1756, un Decreto nombrando alcalde pedáneo para Santa Rosa.

### Centros educativos
El municipio cuenta actualmente con cuatro establecimientos educativos: el colegio Carlos Arturo Torres Peña, existente en el municipio desde 1888,  la institución educativa Casilda Zafra, quien lleva su nombre, en honor a quien regaló el corcel que acompañó a Simón Bolívar durante la campaña de Independencia, Juan Pablo II y Rafael Reyes.

### Tribunal superior del distrito judicial
Siendo presidente José Ignacio de Márquez, uno de los actos administrativos que expidió fue el Decreto número 740 del 23 de febrero de 1832, que en su artículo número cinco determinaba «que en Santa Rosa de Viterbo se establezca un tribunal de apelación», en virtud de la amplia geografía de la patria teniendo en cuenta la importancia de los asentamientos humanos y los polos de desarrollo de ese momento.
Mediante la Ley 840 del 10 de mayo de 1834, sancionada por el presidente Francisco de Paula Santander, agrega al tribunal de Santa Rosa la Provincia de Vélez.
Clímaco Calderón Reyes, en su calidad de constituyente, propone al congreso nacional y obtiene la aprobación de la Ley 61 de 1888 que confirma la responsabilidad de administrar justicia bajo la denominación del Tribunal Superior del Distrito Judicial del Tundama, con jurisdicción en una sección de Boyacá, conformada por las Provincias de Tundama, Sugamuxi, el Norte y Gutiérrez y Casanare.

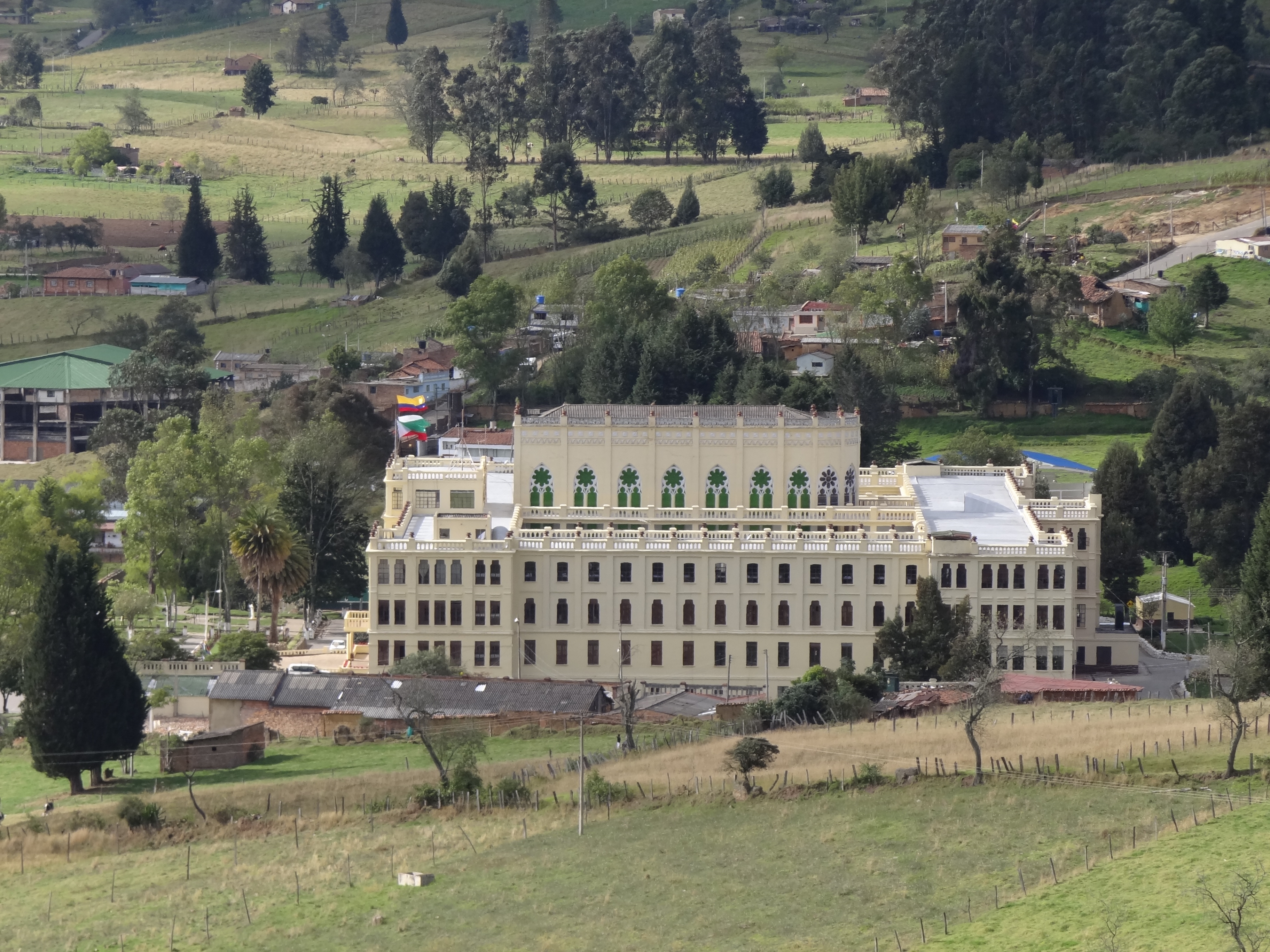
Escuela de policía Rafael Reyes en Santa Rosa de Viterbo

## Área metropolitana del Alto Chicamocha
Área metropolitana del Alto Chicamocha: Es un proyecto de organización urbana, ubicado en el centro del departamento de Boyacá y conformado por los municipios de Paipa, Duitama, Sogamoso, Nobsa, Tibasosa. Se convertiría en una de las regiones más prosperas del país. Es la región de mayor movimiento en el Departamento, ya que concentra la mayor actividad económica, comercial e industrial de Boyacá, además es la zona más densamente poblada del Departamento de Boyacá. Contaría con cerca de 370.000 habitantes.

## Presidentes

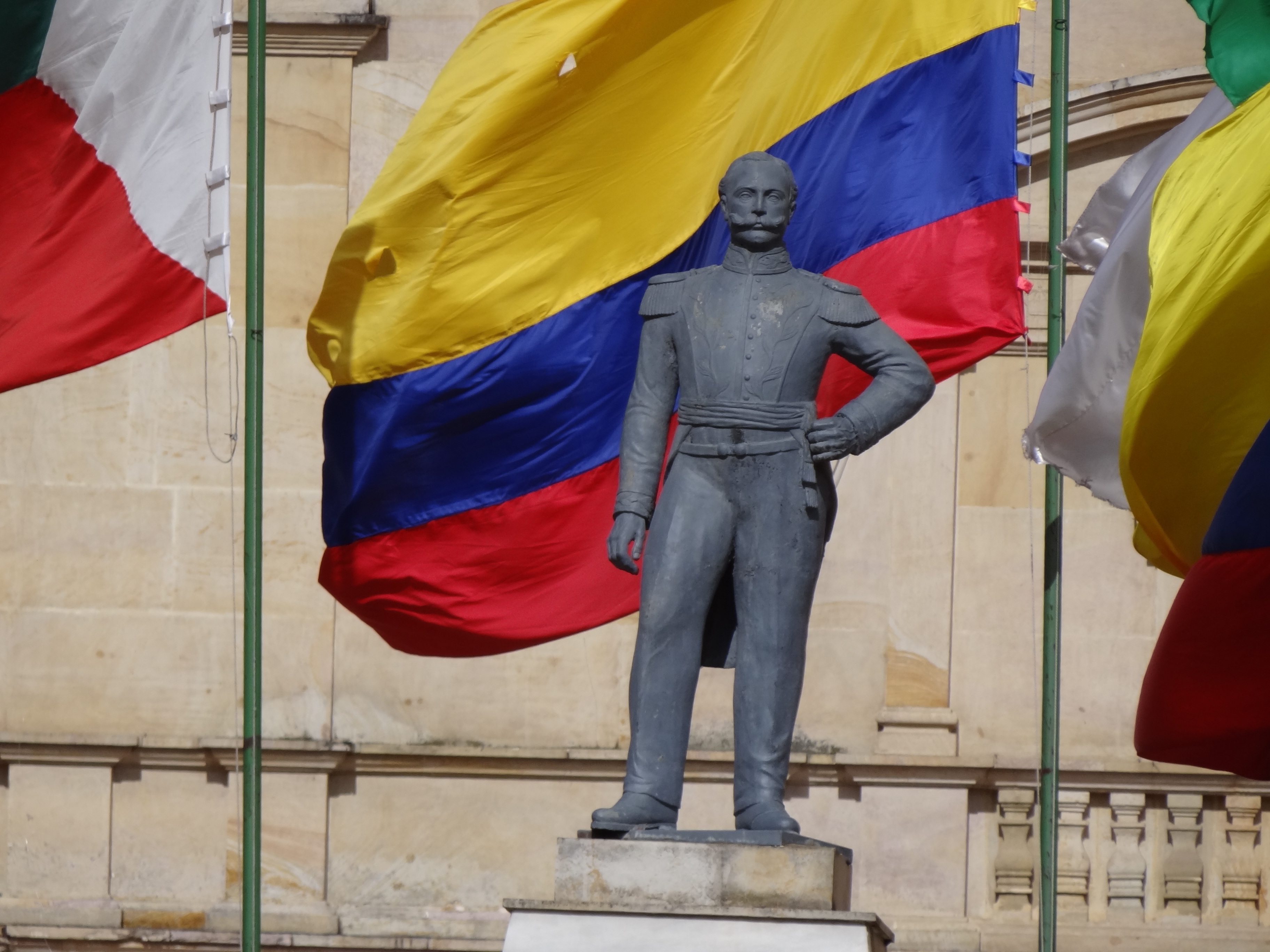
Estatua de Rafael Reyes en el parque principal de Santa Rosa de Viterbo

Dos santarroseños han ocupado la presidencia: Rafael Reyes Prieto y Clímaco Calderón Reyes.

### Rafael Reyes Prieto
El 7 de agosto de 1904 toma las riendas del poder iniciando su gobierno con el lema de “Paz, concordia y trabajo”  y  “más administración y menos política”. En todos los ministerios y gobernaciones de los departamentos se desarrolló un intenso trabajo de desarrollo del país, un escritor dijo con relación al ejército organizado por el General Reyes: "En los cinco años de la administración reyes se llegó a formar un verdadero ejército. La república posee un ejército que puede enorgullecerse: Un verdadero sostén de la paz, defensor de la patria, extraño a las pequeñas diferencias de los partidos, sobrio leal y sufrido".

### Clímaco Calderón Reyes
Ejerció la presidencia por muerte del Doctor Francisco Zaldúa y ausencia del designado Doctor José Eusebio Otalora, el 21 de diciembre de 1882. Catedrático de la universidad de derecho de Bogotá, dictó las clases de legislación civil y penal. Cultivó la historia económica y fiscal del país, fue autor de eruditos trabajos en estas ciencias. La Academia Colombiana de Historia le otorgó el título de Miembro Honorario.

## Cultura y Folklore
Tradicionalmente se celebran a mediados de septiembre las ferias y fiestas de Santa Rosa de Viterbo, desarrollando exposición equina y ganadera con participación de los municipios aledaños. Tiene la mayor importancia el Reinado del Campo Boyacense, que bajo la inspiración del periodista Rubén A. Useche Ramírez, quien fue su primer Director, con el respaldo de la primera Junta de Festividades realizadas del 11 al 15 de septiembre de 1962. La primera Reina del Campo Boyacense fue Rosaura Camacho, representante de la vereda Camino Arriba de Santa Rosa. Este reinado se ha celebrado ininterrumpidamente desde 1962 con el apoyo de todas las autoridades municipales y ciudadanía en general.

## Escritores
El municipio es cuna de escritores destacados a nivel regional y nacional: Carlos Arturo Torres Peña, Jorge Rojas, Héctor Hernández Larrota, Fernando Soto Aparicio y José Vicente Combariza Martínez.

## Símbolos
Mediante acuerdos del Concejo Municipal, fueron debidamente aprobados y reconocidos, el himno, el escudo y la bandera de la ciudad.

### Himno
La letra de Fernando Soto Aparicio y la música de Luis Martín Mancipe Briceño. Los versos como las notas de este himno, encierran un sentimiento ungido de un pueblo a través de la historia.

### Escudo de armas
Creado el 23 de septiembre de 1988, por acuerdo del concejo municipal. Contempla en su torre y en sus cuatro cuarteles la más completa significación heráldica de la ciudad. Así, la espada, representa las hazañas militares de los héroes libertadores e nuestro municipio. La lira, representa el numen de los poetas humanistas, filósofos y escritores y artistas santarroseños. El caballo, Palomo, sobre el cual cabalgó Bolívar. La rosa, flor que distingue al municipio.

### Bandera
Se divide en dos franjas horizontales iguales, verde la superior y roja la inferior. Además tiene un triángulo equilátero de color blanco en el extremo izquierdo con el vértice hacia el interior. El color verde significa la riqueza de los campos y la esperanza en que vive la ciudad. El rojo significa la sangre vertida por los hijos de la ciudad que lucharon en la guerra de independencia. El color blanco significa la lozanía y la blancura del espíritu de las mujeres forjadora, desde el hogar, de una patria grande y libre.

## Parroquia

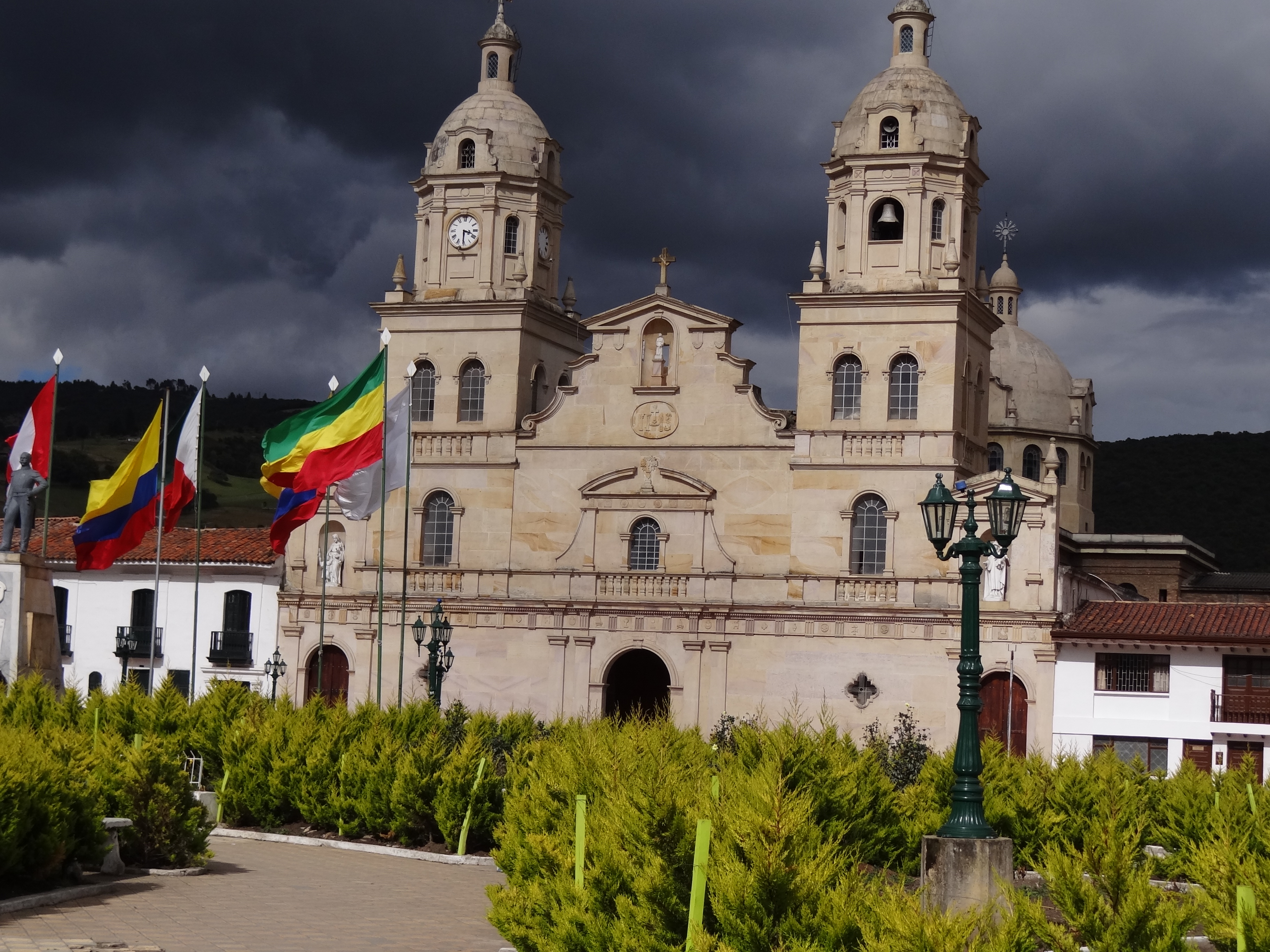
Iglesia de Santa Rosa de Viterbo.

Nace con la comunidad o al revés: la municipalidad al arribo de la parroquia por aquello de las cédulas reales, los autos y los decretos del virreinato o del arzobispado de Santafé de Bogotá, como muchas otras poblaciones coloniales. La fecha conmemorativa es la del 19 de mayo de 1690 titular de la parroquia es Santa Rosa de Viterbo, muerta a los 18 años de edad en 1251. En el templo parroquial, se venera una imagen de cristo crucificado.
El tercer sábado de cada mes se realiza la romería a Nuestro Señor de la Salud, patrono del municipio; organizada por cada barrio y vereda respectivos de la localidad, con el fin de pedir por la salud de todos los enfermos de la comunidad santarroseña y sus alrededores. El 14 de septiembre de cada año, se celebra la fiesta principal en su honor.

## Meteorito

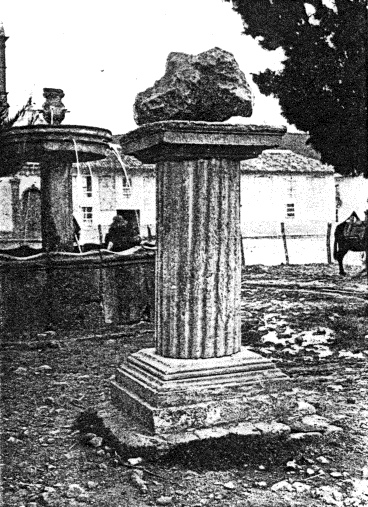
Meteorito en el parque de Santa Rosa de Viterbo en 1906.

A principios de 1810, Cecilia Corredor, una mujer del municipio encontró en el oriente del municipio, en la colina de Tocavita un meteorito. Fue trasladado a la zona urbana a una herrería donde sirvió de yunque por largo tiempo. El 8 de septiembre de 1877 el alcalde de esa época lo hizo colocar sobre una columna de piedra que ostentaba la plaza principal. En el gobierno del general Rafael Reyes Prieto en 1908, lo hizo llevar a Bogotá y dividirlo en dos fragmentos; uno está en el Museo Nacional y el otro pasó a museos extranjeros. Este aerolito tenía un peso aproximado de 700 kilos. Tiempo más tarde los Jesuitas encontraron otros tres fragmentos; uno de ellos se conserva en la Pontificia Universidad Javeriana. En 1968 fue hallado un nuevo fragmento, en forma de silla de montar; este fue trasladado a la Universidad Nacional de Colombia. 
Las características de este hierro meteórico son: cavernoso, maleable, duro para limar, su estructura es granosa, su brillo blanco argentino y su densidad es de 7,3 gramos por cm³

## El palomo blanco (leyenda)
Bolívar llegó a Santa Rosa de Viterbo a principios de 1814. Iba a Tunja a dar cuenta al congreso de los sucesos que habían ocurrido durante la última campaña de Venezuela. El libertador hizo su entrada a Santa Rosa en la bestia cansada, y no halló medio de remontarla. Allí pidió la ayuda de un guía para que le acompañara y al mismo tiempo lo llevara a las afueras de la ciudad. Durante este viaje Bolívar mantuvo conversación con aquel hombre quien le contó de los sueños de su esposa, Casilda Zafra, en especial aquel donde ella se veía regalándole un potro a un famoso general, desconociendo que posteriormente sería Bolívar el dueño de este animal. Cuando el guía se dio cuenta de quien se trataba quedó aturdido y más al momento en que el libertador al despedirlo, le dijo sonriendo: «a Casilda que me guarde el potro».
Tiempo después en medio de la batalla del Pantano de Vargas, recibió Bolívar el potro prometido en sueños por Casilda, él le dio el nombre de «Palomo» por su color característico. Siendo este uno de los incentivos en su triunfo en esta batalla, cuando Bolívar regresó para Venezuela se detuvo en Santa Rosa y visitó a Casilda dándole las gracias por aquel palomo

## Servicios públicos
- Energía Eléctrica: Empresa de Energía de Boyacá (EBSA), es la empresa prestadora del servicio de energía eléctrica.
- Gas Natural: Vanti es la empresa distribuidora y comercializadora de gas natural en el municipio.